# Eguchipsammia fistula
Espèce
Eguchipsammia fistula est une espèce de coraux appartenant à la famille des Dendrophylliidae.